# عقال

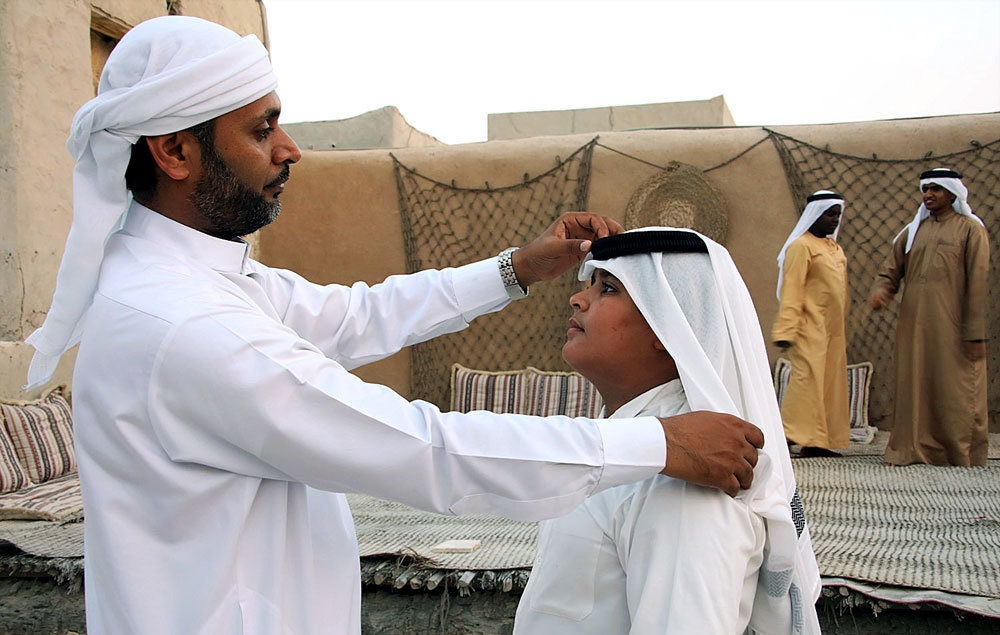
یک عقال مشکی روی چفیۀ سفید؛ جزیرۀ کیش ایران

عقال (عربی: عِقال، عربی ایرانی:عِگال) یک وسیله جانبی است که برای نگه‌داشتن چفیه در جای خود بر روی سر به‌کار می‌رود.
عقال یا عگال یک حلقه بافته‌شده از نخ یا لیف گیاهی است که اعراب در گذشته برای بستن زانوی شتر از آن استفاده می‌کردند و برای نگهداشتن چفیه بر روی سر قرار می‌دادند.
عقال جزو لباس رسمی مردان عرب در بسیاری از کشورهای عربی است و از پارچه‌های مخمل یا نخ‌های گرانقیمت نقره و طلا و سنگها و نگین‌های قیمتی همچون عقیق و فیروزه و یشم تزئین می‌شود. انواع مختلفی از عقال در امپراتوری عثمانی وجود داشته و بهترین نوع آن در شام و حجاز ساخته می‌شد.
امروزه هم در بسیاری از مناطق عرب نشین همچون سوریه، عراق، فلسطین، اردن، عربستان، کویت، قطر، بحرین و امارات و در مناطق عرب‌نشین ایران در بخش‌هایی از استان‌های خوزستان، بوشهر، هرمزگان و ایلام از عِگال (عقال) در پوشش مردان استفاده می‌شود.
عگال انواع مختلفی دارد.
عگال مقصب (خزعلی): نوعی عگال طلایی رنگ که در زمان قدیم حکام شیوخ قبیله که امورات قبیله به دست داشتند همچین عقالی استفاده میکردند و نشانه شیوخ بزرگ بوده است و الان به خاطر زیبایی مورد استفاده قرار میگیرد
عگال الابیض: نوعی عگال سفید رنگ که علما و عارفان عرب آنرا برسر میکردند ونشان شخص عالم و دیندار بوده است، که الان خیلی کم مورد استفاده قرار میگیرد
عگال خزام: نوعی عگال به شکل بند کوچک که مختص کشور امارات و عمان و نواحی تنگه هرمز بوده است که بر پشت عمامه یا به صورت عادی بسته می شود و بدوها از آن استفاده زیادی میکردند که نوع عمانی طرح نقش بیشتری دارد و هنوز در مراسمات عروسی ها امارت و عمان یا به صورت عادی برسر شیوخ امارات دیده می شود
عگال الاسود: نوع عگال سیاه رنگ با طرح مختلف در بیشتر کشور خلیجی، اردن فلسطین سوریه عراق بدوهای  صحرای سینا وعربهای ایران مورد استفاده قرار میگیرد و رایج ترین عقال به حساب میاید.